# America's Suitehearts: Remixed, Retouched, Rehabbed and Retoxed
America's Suitehearts: Remixed, Retouched, Rehabbed and Retoxed es el quinto EP de la banda de punk rock Fall Out Boy producido por el cantante y bajista de Blink-182, Mark Hoppus, realizado el 27 de abril de 2009 cuenta con una versión remix y una acústica de su cuarto sencillo America's Suitehearts del álbum Folie à Deux de 2008.

## Lista de canciones
1. «America's Suitehearts» [Mark Hoppus Remix] - 3:35
2. «America's Suitehearts» (Acoustic) - 3:38
3. «Lullabye» - 1:56
4. «America's Suitehearts» (Music Video) - 3:44